# Ancema ecphantus
Ancema ecphantus är en fjärilsart som beskrevs av Hans Fruhstorfer 1912. Ancema ecphantus ingår i släktet Ancema och familjen juvelvingar. Inga underarter finns listade i Catalogue of Life.